# کلیپر میلز (کالیفرنیا)
کلیپر میلز (به انگلیسی: Clipper Mills) یک منطقهٔ مسکونی در ایالات متحده آمریکا است که در شهرستان بیوت، کالیفرنیا واقع شده‌است. کلیپر میلز ۴٫۵۰۳ کیلومتر مربع مساحت و ۱۴۲ نفر جمعیت دارد و ۱٬۰۸۲ متر بالاتر از سطح دریا واقع شده‌است.